# Convenció Alpina

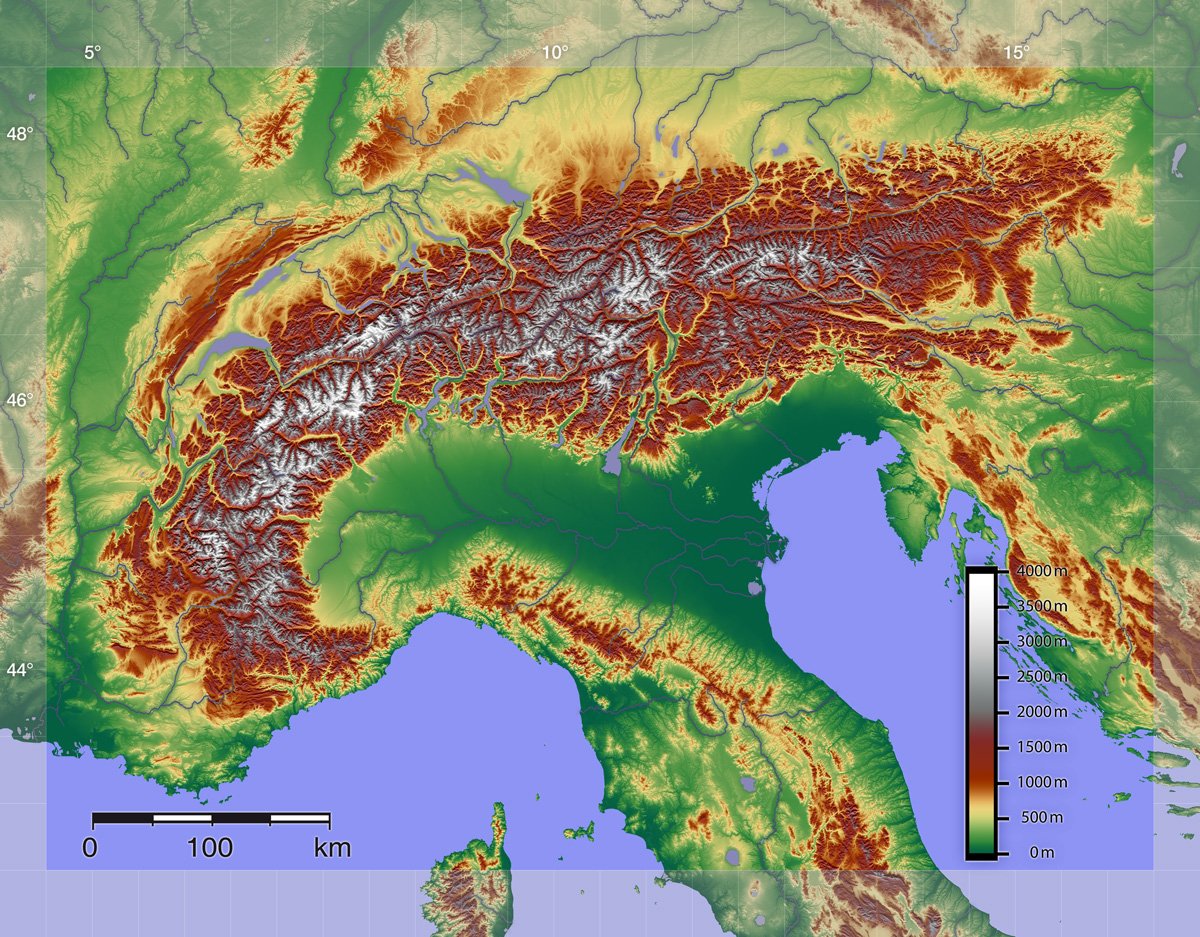
Arc

La Convenció Alpina és un tractat territorial internacional per al desenvolupament sostenible dels Alps. L'objectiu del tractat és protegir l'entorn natural dels Alps al mateix temps que promoure el seu desenvolupament. Aquest acord marc implica a la Unió Europea i a vuit estats (Àustria, Alemanya, França, Itàlia, Liechtenstein, Mònaco, Eslovènia i Suïssa). El projecte consisteix en un acord marc, diversos protocols d'implementació i declaracions; es va obrir per a la seva signatura en 1991 i va entrar en vigor en 1995, contribuint a reforçar el reconeixement d'una sèrie de qualitats especials i unes característiques específiques dels Alps, més enllà de límits nacionals i buscant l'acció internacional.

## Àrea
L'àrea geogràfica de la Convenció Alpina cobreix 190.959 km² o 73.730 milles quadrades, abastant 5.867 municipis (segons dades de gener de 2008). La serralada alpina, segons es defineix en la Convenció Alpina, s'estén al llarg d'1.200 km o 746 milles a través de vuit estats, i aconsegueix una amplària màxima de 300 km o 186 milles entre Baviera i el nord d'Itàlia. També estan inclosos els territoris complets de Mònaco i Liechtenstein. Àustria i Itàlia, juntes, representen més del 55% de l'àrea de la Convenció. Amb França, aquests tres estats cobreixen les tres quartes parts de la superfície total del territori de la Convenció Alpina. En 2007 la població total d'aquesta àrea s'aproximava als 14 milions d'habitants. Aquest territori és de gran importància, no solament per a les poblacions que viuen a la regió alpina, sinó també per als habitants d'altres regions limítrofes.
L'acord marc estableix els principis bàsics de totes les activitats de la Convenció Alpina i proposa mesures generals per al desenvolupament sostenible de la regió alpina. Així, reconeix els Alps com una àrea única i comuna que necessita garantir, de forma coordinada, les polítiques de desenvolupament i conservació. L'objectiu és desenvolupar l'herència comuna dels Alps i conservar-la per a futures generacions mitjançant la cooperació transnacional, implicant tant a països com a autoritats locals, així com a la comunitat científica, el sector privat i la societat civil.

## Protocols i declaracions
Els protocols de la Convenció Alpina inclouen mesures específiques per implementar els principis que regeixen l'acord marc de la Convenció. En els protocols s'estableixen passos concrets per a la protecció i el desenvolupament sostenible dels Alps. Ja existeixen vuit protocols temàtics: planificació especial i desenvolupament sostenible; conservació de la naturalesa i el camp; agricultura de muntanya; boscos de muntanya; turisme, energia, conservació del sòl i transport. A més dels protocols, al novembre de 2006 es van adoptar dues declaracions ministerials sobre temes específics: Declaració sobre la Població i la Cultura i Declaració sobre el Canvi Climàtic. Ambdues van donar lloc a un pla d'acció en 2009.

## Institucions
La Conferència Alpina és l'òrgan decisori de la Convenció Alpina i està composta pels ministeris dels estats alpins. Les reunions de la Conferència se celebren normalment cada dos anys en l'estat membre que ostenta la presidència de la Convenció (un estat ostenta la presidència durant dos anys). Les Nacions Unides, les seves agències especialitzades, el Consell d'Europa i tots els països europeus poden assistir a les reunions com a observadors. El mateix succeeix per a les associacions transfrontereres d'autoritats territorials alpines. A més, rellevants organitzacions no governamentals també poden ser admeses com a observadores. Les decisions s'adopten per consens. D'altra banda, es poden establir grups de treball i plataformes si es consideren necessàries per a la implementació de la Convenció, sempre segons criteris basats en informació científica.
Les llengües oficials de la Conferència Alpina són francès, alemany, italià i eslovè, igual que en els grups de treball i en el comitè permanent. La pàgina web de la Convenció Alpina està completament traduïda a l'anglès.

## Conferències celebrades
| Conferència                                                 | Anys      | Presidència | lloc                   |
| ----------------------------------------------------------- | --------- | ----------- | ---------------------- |
| I. Convenció Alpina                                         | 1989      | Alemanya    | Berchtesgaden          |
| II. Convenció Alpina                                        | 1989–1991 | Àustria     | Salzburg               |
| III. Convenció Alpina                                       | 1991–1994 | França      | Chambery               |
| IV. Convenció Alpina                                        | 1995–1996 | Eslovènia   | Bled                   |
| V. Convenció Alpina                                         | 1996–1998 | Eslovènia   | Brdo                   |
| VI. Convenció Alpina                                        | 1999–2000 | Suïssa      | Luzern                 |
| VII. Convenció Alpina                                       | 2001–2002 | Itàlia      | Merano                 |
| VIII. Convenció Alpina                                      | 2003–2004 | Alemanya    | Garmisch-Partenkirchen |
| IX. Convenció Alpina                                        | 2005–2006 | Àustria     | Alpbach                |
| X. Convenció Alpina                                         | 2007–2008 | França      | Évian-les-Bains        |
| XI. Convenció Alpina                                        | 2009–2011 | Eslovènia   | Brdo                   |
| XII. Convenció Alpina Arxivat 2013-10-20 a Wayback Machine. | 2011–2012 | Suïssa      | Poschiavo              |